# 1993
1993（千九百九十三、一九九三、せんきゅうひゃくきゅうじゅうさん）は、自然数また整数において、1992の次で1994の前の数である。

## 性質
- 1993は301番目の素数である。1つ前は1987、次は1997。
  - 約数の和は1994。
- 120番目の非正則素数である。1つ前は1987、次は1997。
- 19…93 の形の2番目の素数である。1つ前は193、次は19993。(オンライン整数列大辞典の数列 A177508)
- 1/1993 の循環節の長さ664の循環小数である。
  - 逆数が循環小数になる数で循環節が664になる最小の数である。次は3986。
- 各位の和が22になる49番目の数である。1つ前は1984、次は2299。
  - 各位の和が22になる数で素数になる15番目の数である。1つ前は1867、次は2389。(オンライン整数列大辞典の数列 A106761)
- 1993 = 122 + 432
  - 異なる2つの平方数の和で表せる567番目の数である。1つ前は1989、次は1994。(オンライン整数列大辞典の数列 A004431)
- 1993 = 22 + 152 + 422 = 22 + 302 + 332 = 112 + 242 + 362 = 152 + 182 + 382 = 162 + 212 + 362 = 242 + 242 + 292
  - 3つの平方数の和6通りで表せる181番目の数である。1つ前は1990、次は2027。(オンライン整数列大辞典の数列 A025326)
  - 1993 = 22 + 152 + 422 = 22 + 302 + 332 = 112 + 242 + 362 = 152 + 182 + 382 = 162 + 212 + 362
    - 異なる3つの平方数の和5通りで表せる137番目の数である。1つ前は1981、次は2022。(オンライン整数列大辞典の数列 A025343)

## その他 1993 に関連すること
- 西暦1993年
- 横浜DeNAベイスターズのマスコットキャラクター・ホッシーの背番号。
- 夏の日の1993は、classのシングルである。
- ジロ・デ・イタリア1993
- ツール・ド・フランス1993
- コパ・アメリカ1993

## 関連事項
- 数に関する記事の一覧
- 1000